# مورای لرنر
مورای لرنر (انگلیسی: Murray Lerner) کارگردان، تهیه‌کننده، فیلم‌نامه‌نویس و فیلم‌بردار اهل ایالات متحده آمریکا است. وی همچنین برای فیلم از مائو به موتسارت: آیزاک استرن در چین برنده جایزه اسکار بهترین فیلم مستند شده‌است.